# Gösta Liljencrantz

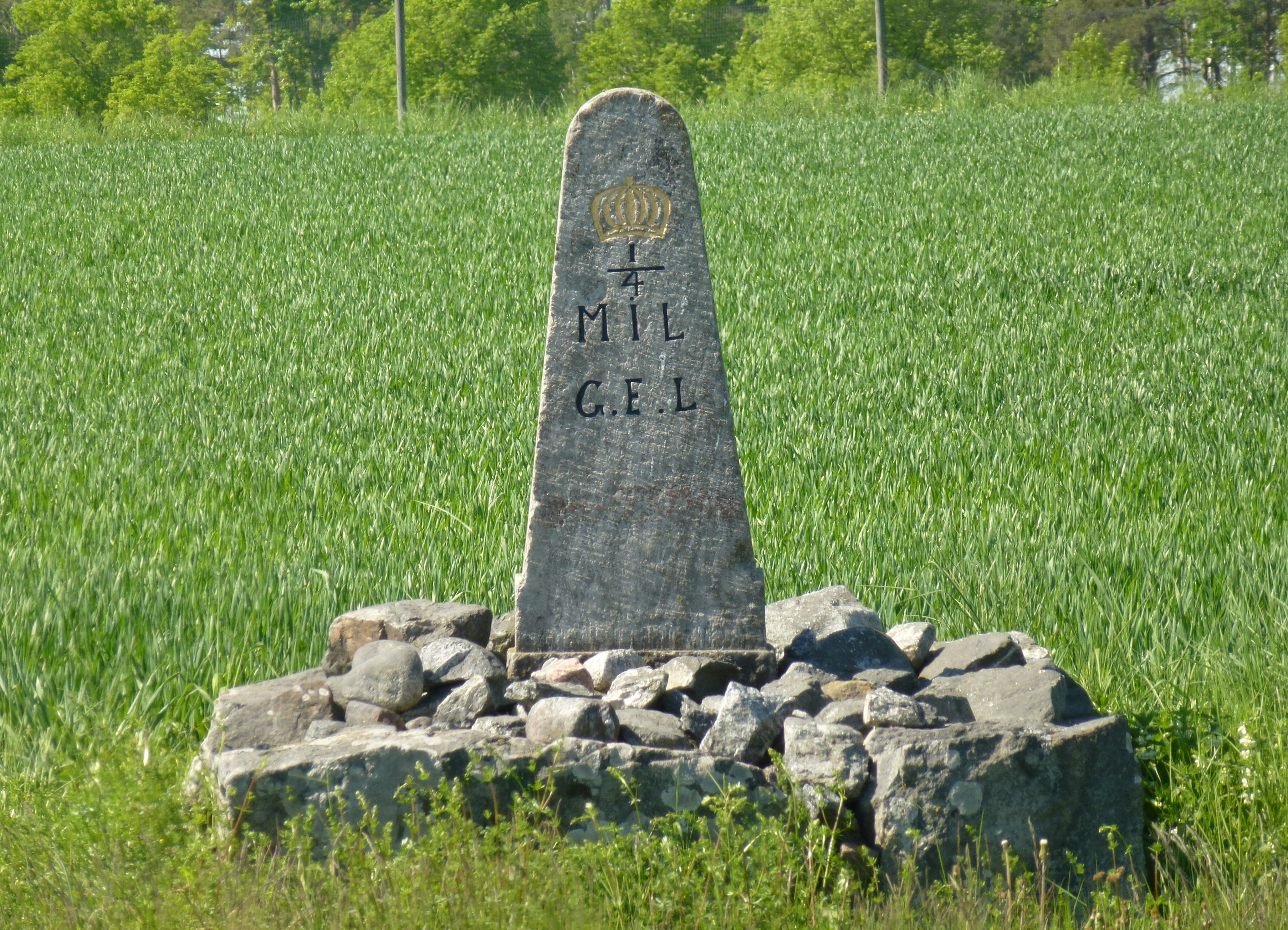
Milstolpe från 1850-talet vid Ekerövägen med Gustaf Fredrik Liljencrantz' initialer.

Gustaf Fredrik "Gösta" Liljencrantz, född 7 november 1801 på Sandbro i Björklinge socken, död 8 mars 1869, var en svensk greve, hovman och ämbetsman. Han var landshövding i Stockholms län 1849-1867.

## Biografi
Liljencrantz inskrevs som kadett vid Karlberg den 16 maj 1815, och utexaminerades den 22 september 1818. Vid faderns död 1816 blev han greve. Efter utbildningen blev han kornett vid livgardet till häst den 17 februari 1819. Den 4 september 1822 befordrades han till löjtnant, utnämndes den 4 februari 1828 till ordonnansofficer hos kungen, och den 21 april samma år befordrades han till ryttmästare. Den 14 mars 1833 blev han adjutant hos kungen, och den 28 januari 1836 befordrades han till major i armén. Han utnämndes även den 21 juli 1836 till kabinettskammarherre, och befordrades den 28 januari 1842 till överstelöjtnant i armén. Den 24 februari 1845 beviljades han avsked från regementet med tillstånd att kvarstå som överstelöjtnant. Liljencrantz blev förste hovmarskalk den 14 december 1844. År 1849 blev han ledamot av Lantbruksakademin och utnämndes den 11 juni 1868 till hedersledamot av samma akademi. Liljencrantz blev landshövding den 12 juni 1849 och kvarstod på posten fram till den 5 juli 1867. Han var ordförande i Stockholms läns landsting mellan  1863 och 1868.
Liljencrantz blev kommendör med stora korset av Nordstjärneorden 5 maj 1860, kommendör av första graden av Kungliga Danska Dannebrogsorden 16 juli 1846, riddare av Svärdsorden 24 juli 1837, riddare av ryska Sankt Annaorden av andra klassen 1837, riddare av Preussiska Röda örns orden av andra klassen.
Gösta Liljencrantz var son till landshövdingen Johan Wilhelm Liljencrantz och hans första hustru Beata von Engeström. Han gifte sig den 6 mars 1828 med friherrinnan Johanna Stjernstedt (1806-1854), dotter till majoren, friherre Samuel Peter Stjernstedt och friherrinnan Sofia Charlotta von Gedda. Johan Liljencrantz den yngre var ett av deras barn. Gustaf Fredrik Liljencrantz innehade Heby fideikommiss, vilket han erhöll efter farbroderns död 1861, samt ägde Rostorp i Pelarne socken i Kalmar län.